# Коннелл (Вашингтон)
Коннелл (англ. Connell) — місто (англ. city) в США, в окрузі Франклін штату Вашингтон. Населення — 5441 особа (2020).

## Географія
Коннелл розташований за координатами 46°39′46″ пн. ш. 118°50′25″ зх. д. / 46.66278° пн. ш. 118.84028° зх. д. (46.662677, -118.840311).  За даними Бюро перепису населення США в 2010 році місто мало площу 20,38 км², уся площа — суходіл.

### Клімат
| Клімат : Коннелл        | Клімат : Коннелл | Клімат : Коннелл | Клімат : Коннелл | Клімат : Коннелл | Клімат : Коннелл | Клімат : Коннелл | Клімат : Коннелл | Клімат : Коннелл | Клімат : Коннелл | Клімат : Коннелл | Клімат : Коннелл | Клімат : Коннелл | Клімат : Коннелл |
| Показник                | Січ.             | Лют.             | Бер.             | Квіт.            | Трав.            | Черв.            | Лип.             | Серп.            | Вер.             | Жовт.            | Лист.            | Груд.            | Рік              |
| Абсолютний максимум, °C | 17,2             | 24,4             | 28,9             | 37,2             | 38,3             | 41,7             | 44,4             | 45,6             | 38,9             | 32,2             | 23,9             | 19,4             | 45,6             |
| Середній максимум, °C   | 1,9              | 6,3              | 12,4             | 17,8             | 22,9             | 27,2             | 32,4             | 31,4             | 25,7             | 17,8             | 8,3              | 2,9              | 17,3             |
| Середній мінімум, °C    | −5,3             | −2,6             | 0,0              | 2,2              | 5,8              | 9,3              | 12,5             | 11,8             | 7,8              | 2,9              | −0,9             | −3,8             | 3,3              |
| Абсолютний мінімум, °C  | −33,3            | −34,4            | −14,4            | −11,7            | −6,1             | −2,2             | −0,6             | −0,6             | −7,2             | −15,6            | −24,4            | −33,9            | −34,4            |
| Норма опадів, мм        | 28               | 23               | 23               | 20               | 20               | 18               | 8                | 8                | 13               | 20               | 36               | 36               | 253              |
| ----------------------- | ---------------- | ---------------- | ---------------- | ---------------- | ---------------- | ---------------- | ---------------- | ---------------- | ---------------- | ---------------- | ---------------- | ---------------- | ---------------- |
| Джерело: Weatherbase    |                  |                  |                  |                  |                  |                  |                  |                  |                  |                  |                  |                  |                  |

## Демографія
Згідно з переписом 2010 року, у місті мешкало 4209 осіб у 878 домогосподарствах у складі 689 родин. Густота населення становила 207 осіб/км².  Було 922 помешкання (45/км²).
Расовий склад населення:
| - 73,4 % — білих - 6,4 % — чорних або афроамериканців - 2,7 % — азіатів - 1,9 % — корінних американців - 0,4 % — вихідців з тихоокеанських островів - 12,2 % — осіб інших рас |

До двох чи більше рас належало 3,0 %. Частка іспаномовних становила 39,3 % від усіх жителів.
За віковим діапазоном населення розподілялося таким чином: 23,7 % — особи молодші 18 років, 70,9 % — особи у віці 18—64 років, 5,4 % — особи у віці 65 років та старші. Медіана віку мешканця становила 32,5 року. На 100 осіб жіночої статі у місті припадало 207,5 чоловіків;  на 100 жінок у віці від 18 років та старших — 263,5 чоловіків також старших 18 років.
Середній дохід на одне домашнє господарство  становив 57 472 долари США (медіана — 49 577), а середній дохід на одну сім'ю — 56 774 долари (медіана — 48 088). Медіана доходів становила 32 366 доларів для чоловіків та 36 991 долар для жінок. За межею бідності перебувало 26,8 % осіб, у тому числі 42,7 % дітей у віці до 18 років та 1,4 % осіб у віці 65 років та старших.
Цивільне працевлаштоване населення становило 1493 особи. Основні галузі зайнятості: сільське господарство, лісництво, риболовля — 22,8 %, виробництво — 18,2 %, освіта, охорона здоров'я та соціальна допомога — 16,9 %.